# Lac-Saint-Jean (circonscription provinciale)
Pour les articles homonymes, voir Lac-Saint-Jean.
Circonscription électorale provincial du Canada
Lac-Saint-Jean est une circonscription électorale provinciale québécoise située dans la région administrative du Saguenay–Lac-Saint-Jean.

## Historique
La circonscription de Lac-Saint-Jean a été créée en 1890, détachée de Chicoutimi-Saguenay. En 1930, toute sa partie ouest en est détachée pour devenir la circonscription de Roberval. En 1972, sa superficie est augmentée dans sa partie nord, presque inhabitée, et par l'ajout de quelques municipalités au sud. Entre 1972 et 2001, seuls des ajustements mineurs sont apportés, et en 2011 la municipalité de Saint-André-du-Lac-Saint-Jean passe de Lac-Saint-Jean à Roberval.
Cette circonscription est, depuis 1976, représentée à l'Assemblée nationale par des députés du Parti québécois, dont Jacques Brassard qui a été en poste pendant 26 ans, de 1976 à 2002.

## Territoire et limites
La circonscription de Lac-Saint-Jean occupe le territoire de la MRC de Lac-Saint-Jean-Est, la municipalité de Larouche de même que le territoire non organisé des Passes-Dangereuses situé dans la MRC de Maria-Chapdelaine, à l'exclusion du canton Hudon et d'une partie du canton Proulx.
Elle comprend les municipalités suivantes :
- Alma
- Belle-Rivière
- Passes-Dangereuses (moins le canton Hudon et une partie du canton Proulx)
- Desbiens
- Hébertville
- Hébertville-Station
- L'Ascension-de-Notre-Seigneur
- Labrecque
- Lac-Achouakan
- Lac-Moncouche
- Lamarche
- Larouche
- Métabetchouan–Lac-à-la-Croix
- Mont-Apica
- Saint-Bruno
- Saint-Gédéon
- Saint-Henri-de-Taillon
- Saint-Ludger-de-Milot
- Saint-Nazaire
- Sainte-Monique

## Liste des députés

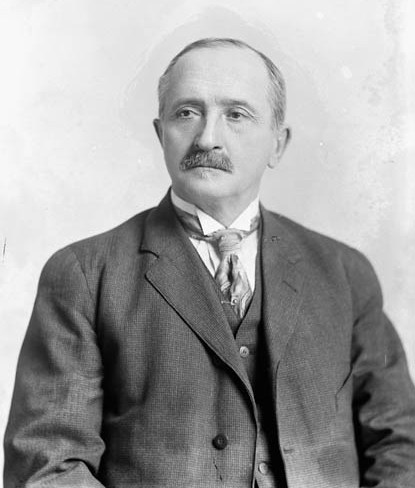
Joseph Girard est député de Lac-Saint-Jean de 1892 à 1900 pour le Parti conservateur.

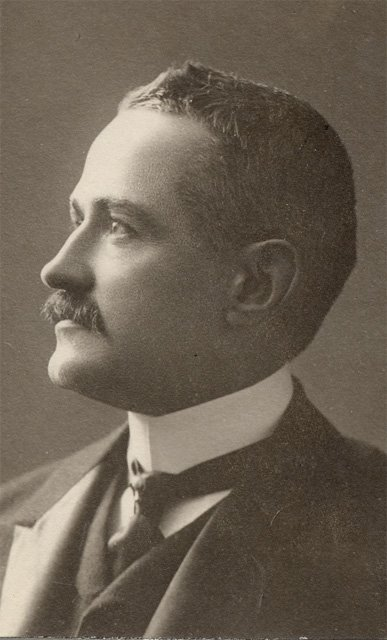
Georges Tanguay est député de Lac-Saint-Jean de 1900 à 1908 pour le Parti libéral.

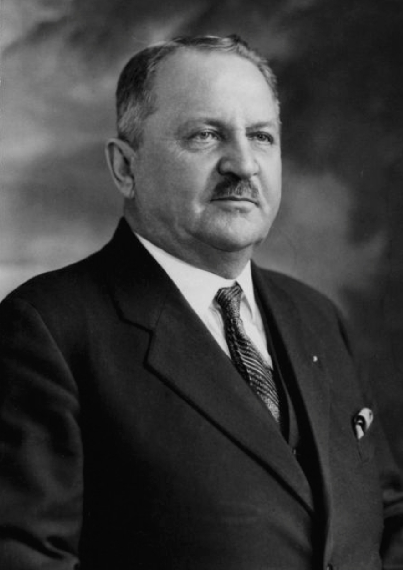
Émile Moreau est député de Lac-Saint-Jean de 1919 à 1931 pour le Parti libéral.

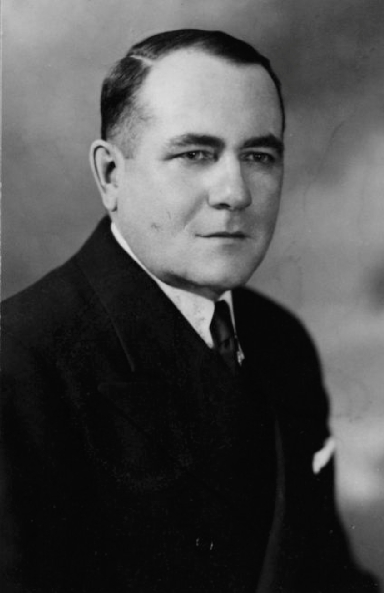
Joseph-Ludger Fillion est député de Lac-Saint-Jean de 1931 à 1935 et de 1939 à 1948 pour le Parti libéral.

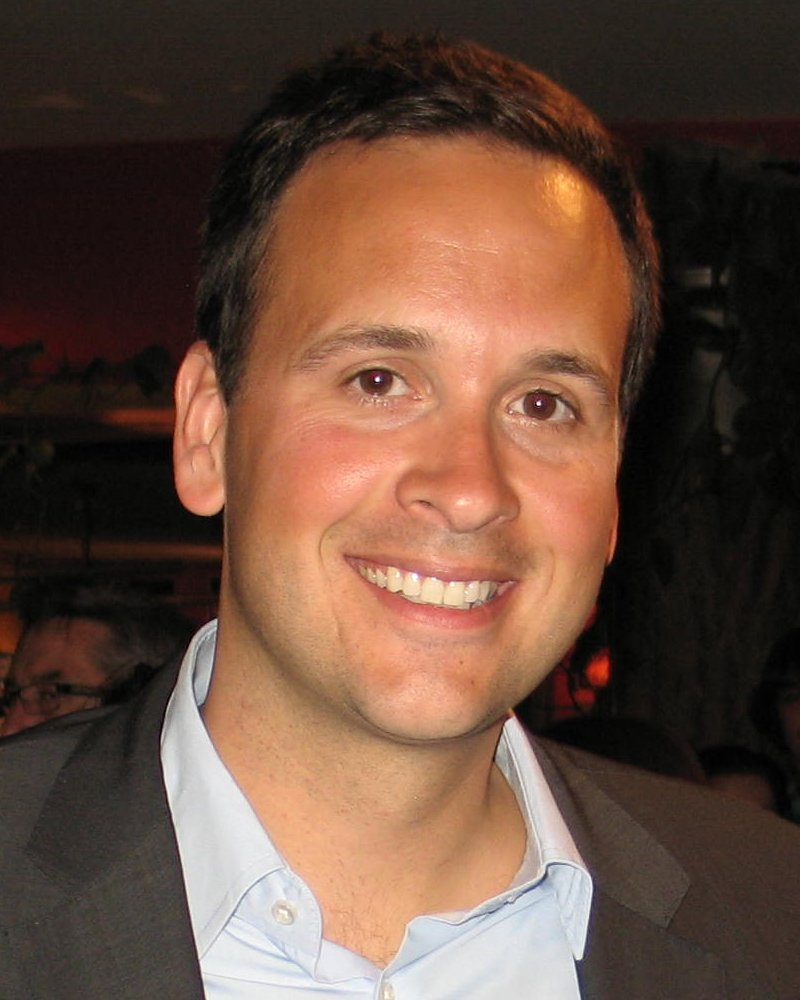
Alexandre Cloutier est député de Lac-Saint-Jean de 2007 à 2018 pour le Parti québécois.

| Années | Années      | Député                          | Parti            |
| ------ | ----------- | ------------------------------- | ---------------- |
|        | 1890 - 1892 | Pierre-Léandre Marcotte         | Libéral          |
|        | 1892 - 1897 | Joseph Girard                   | Conservateur     |
|        | 1897 - 1900 | Joseph Girard                   | Conservateur     |
|        | 1900 - 1904 | Georges Tanguay                 | Libéral          |
|        | 1904 - 1908 | Georges Tanguay                 | Libéral          |
|        | 1908        | Théodore-Louis-Antoine Broët    | Libéral          |
|        | 1908 - 1912 | Jean-Baptiste Carbonneau        | Libéral          |
|        | 1912 - 1915 | Jean-Baptiste Carbonneau        | Libéral          |
|        | 1916 - 1919 | Joseph-Sylvio-Narcisse Turcotte | Conservateur     |
|        | 1919 - 1923 | Émile Moreau                    | Libéral          |
|        | 1923 - 1927 | Émile Moreau                    | Libéral          |
|        | 1927 - 1931 | Émile Moreau                    | Libéral          |
|        | 1931 - 1935 | Joseph-Ludger Fillion           | Libéral          |
|        | 1935 - 1936 | Joseph-Léonard Duguay           | Conservateur     |
|        | 1936 - 1939 | Joseph-Léonard Duguay           | Union nationale  |
|        | 1939 - 1944 | Joseph-Ludger Fillion           | Libéral          |
|        | 1944 - 1948 | Joseph-Ludger Fillion           | Libéral          |
|        | 1948 - 1952 | Antonio Auger                   | Union nationale  |
|        | 1952 - 1956 | Antonio Auger                   | Union nationale  |
|        | 1956 - 1959 | Antonio Auger                   | Union nationale  |
|        | 1959 - 1960 | Paul Levasseur                  | Union nationale  |
|        | 1960 - 1962 | Lucien Collard                  | Libéral          |
|        | 1962 - 1966 | Lucien Collard                  | Libéral          |
|        | 1966 - 1970 | Joseph-Léonce Desmeules         | Union nationale  |
|        | 1970 - 1973 | Roger Pilote                    | Libéral          |
|        | 1973 - 1976 | Roger Pilote                    | Libéral          |
|        | 1976 - 1981 | Jacques Brassard                | Parti québécois  |
|        | 1981 - 1985 | Jacques Brassard                | Parti québécois  |
|        | 1985 - 1989 | Jacques Brassard                | Parti québécois  |
|        | 1989 - 1994 | Jacques Brassard                | Parti québécois  |
|        | 1994 - 1998 | Jacques Brassard                | Parti québécois  |
|        | 1998 - 2002 | Jacques Brassard                | Parti québécois  |
|        | 2002 - 2003 | Stéphan Tremblay                | Parti québécois  |
|        | 2003 - 2007 | Stéphan Tremblay                | Parti québécois  |
|        | 2007 - 2008 | Alexandre Cloutier              | Parti québécois  |
|        | 2008 - 2012 | Alexandre Cloutier              | Parti québécois  |
|        | 2012 - 2014 | Alexandre Cloutier              | Parti québécois  |
|        | 2014 - 2018 | Alexandre Cloutier              | Parti québécois  |
|        | 2018 - 2022 | Éric Girard                     | Coalition avenir |
|        | 2022 - ...  | Éric Girard                     | Coalition avenir |

## Résultats électoraux
|                                                                                               | Nom                   | Parti             | Nombre de voix | %      | Maj.  |
| --------------------------------------------------------------------------------------------- | --------------------- | ----------------- | -------------- | ------ | ----- |
|                                                                                               | Éric Girard (sortant) | Coalition avenir  | 14 798         | 51,5 % | 7 431 |
|                                                                                               | William Fradette      | Parti québécois   | 7 367          | 25,6 % | -     |
|                                                                                               | Luc Martel            | Conservateur      | 3 270          | 11,4 % | -     |
|                                                                                               | Elsa Moulin           | Québec solidaire  | 2 178          | 7,6 %  | -     |
|                                                                                               | Tricia Murray         | Libéral           | 867            | 3 %    | -     |
|                                                                                               | Martin Lavoie         | Climat Québec     | 156            | 0,5 %  | -     |
|                                                                                               | Chantale Villeneuve   | Parti libertarien | 116            | 0,4 %  | -     |
| Total                                                                                         | Total                 | Total             | 28 752         | 100 %  |       |
| Le taux de participation lors de l'élection était de 67,2 % et 601 bulletins ont été rejetés. |                       |                   |                |        |       |

|                                                                                               | Nom              | Parti              | Nombre de voix | %      | Maj.  |
| --------------------------------------------------------------------------------------------- | ---------------- | ------------------ | -------------- | ------ | ----- |
|                                                                                               | Éric Girard      | Coalition avenir   | 11 437         | 39,5 % | 2 299 |
|                                                                                               | William Fradette | Parti québécois    | 9 138          | 31,5 % | -     |
|                                                                                               | Manon Girard     | Québec solidaire   | 4 305          | 14,9 % | -     |
|                                                                                               | Mathieu Huot     | Libéral            | 3 630          | 12,5 % | -     |
|                                                                                               | Michael Grecoff  | Conservateur       | 272            | 0,9 %  | -     |
|                                                                                               | Maude Gouin Huot | Équipe autonomiste | 199            | 0,7 %  | -     |
| Total                                                                                         | Total            | Total              | 28 981         | 100 %  |       |
| Le taux de participation lors de l'élection était de 68,7 % et 518 bulletins ont été rejetés. |                  |                    |                |        |       |

|                                                                                               | Nom                          | Parti            | Nombre de voix | %      | Maj.  |
| --------------------------------------------------------------------------------------------- | ---------------------------- | ---------------- | -------------- | ------ | ----- |
|                                                                                               | Alexandre Cloutier (sortant) | Parti québécois  | 13 159         | 44,5 % | 4 828 |
|                                                                                               | Pascal Gagnon                | Libéral          | 8 331          | 28,2 % | -     |
|                                                                                               | Élise Marchildon             | Coalition avenir | 5 412          | 18,3 % | -     |
|                                                                                               | Frédérick Plamondon          | Québec solidaire | 1 872          | 6,3 %  | -     |
|                                                                                               | Francis Dubé                 | Parti nul        | 318            | 1,1 %  | -     |
|                                                                                               | Yann Lavoie                  | Conservateur     | 235            | 0,8 %  | -     |
|                                                                                               | Sabrina Fauteux-Aïmola       | Option nationale | 222            | 0,8 %  | -     |
| Total                                                                                         | Total                        | Total            | 29 549         | 100 %  |       |
| Le taux de participation lors de l'élection était de 69,8 % et 500 bulletins ont été rejetés. |                              |                  |                |        |       |

|                                                                                               | Nom                          | Parti            | Nombre de voix | %      | Maj.  |
| --------------------------------------------------------------------------------------------- | ---------------------------- | ---------------- | -------------- | ------ | ----- |
|                                                                                               | Alexandre Cloutier (sortant) | Parti québécois  | 16 972         | 53,1 % | 9 268 |
|                                                                                               | Michel Simard                | Coalition avenir | 7 704          | 24,1 % | -     |
|                                                                                               | Jeannot Boulianne            | Libéral          | 5 270          | 16,5 % | -     |
|                                                                                               | Frédérick Plamondon          | Québec solidaire | 1 214          | 3,8 %  | -     |
|                                                                                               | Jordan Racine                | Option nationale | 323            | 1 %    | -     |
|                                                                                               | France Bergeron              | Vert             | 275            | 0,9 %  | -     |
|                                                                                               | Matthew Babin                | Bloc pot         | 200            | 0,6 %  | -     |
| Total                                                                                         | Total                        | Total            | 31 958         | 100 %  |       |
| Le taux de participation lors de l'élection était de 75,5 % et 310 bulletins ont été rejetés. |                              |                  |                |        |       |

|                                                                                               | Nom                          | Parti               | Nombre de voix | %      | Maj.  |
| --------------------------------------------------------------------------------------------- | ---------------------------- | ------------------- | -------------- | ------ | ----- |
|                                                                                               | Alexandre Cloutier (sortant) | Parti québécois     | 14 536         | 55,6 % | 6 711 |
|                                                                                               | Pierre Simard                | Libéral             | 7 825          | 29,9 % | -     |
|                                                                                               | Sylvain Carbonneau           | Action démocratique | 2 764          | 10,6 % | -     |
|                                                                                               | Samuel Thivierge             | Québec solidaire    | 527            | 2 %    | -     |
|                                                                                               | France Bergeron              | Vert                | 483            | 1,8 %  | -     |
| Total                                                                                         | Total                        | Total               | 26 135         | 100 %  |       |
| Le taux de participation lors de l'élection était de 63,2 % et 328 bulletins ont été rejetés. |                              |                     |                |        |       |

|                                                                                               | Nom                | Parti               | Nombre de voix | %      | Maj.  |
| --------------------------------------------------------------------------------------------- | ------------------ | ------------------- | -------------- | ------ | ----- |
|                                                                                               | Alexandre Cloutier | Parti québécois     | 14 750         | 46,4 % | 5 575 |
|                                                                                               | Yves Bolduc        | Libéral             | 9 175          | 28,9 % | -     |
|                                                                                               | Eric Girard        | Action démocratique | 6 837          | 21,5 % | -     |
|                                                                                               | Denis Plamondon    | Québec solidaire    | 536            | 1,7 %  | -     |
|                                                                                               | Vital Tremblay     | Vert                | 474            | 1,5 %  | -     |
| Total                                                                                         | Total              | Total               | 31 772         | 100 %  |       |
| Le taux de participation lors de l'élection était de 77,3 % et 229 bulletins ont été rejetés. |                    |                     |                |        |       |

## Référendums
|  | Référendum                     | % du OUI | % du NON | Taux de participation |
|  | Référendum de 1980             | 57,61 %  | 42,39 %  | 86,50 %               |
|  | Accord de Charlottetown (1992) | 23,86 %  | 76,14 %  | 83 %                  |
|  | Référendum de 1995             | 73,06 %  | 26,94 %  | 93,03 %               |